# Валевиці (Любуське воєводство)
Валевиці (пол. Walewice) — село в Польщі, у гміні Тожим Суленцинського повіту Любуського воєводства.
Населення — 145 осіб (2011).
У 1975-1998 роках село належало до Зеленогурського воєводства.

## Демографія
Демографічна структура станом на 31 березня 2011 року:
|          | Загалом | Допрацездатний вік | Працездатний вік | Постпрацездатний вік |
| -------- | ------- | ------------------ | ---------------- | -------------------- |
| Чоловіки | 81      | 17                 | 57               | 7                    |
| Жінки    | 64      | 13                 | 35               | 16                   |
| Разом    | 145     | 30                 | 92               | 23                   |